# Abklatschung
Die Abklatschung (englisch Slapping) ist eine Anwendung aus dem Bereich der Hydrotherapie, bei der kurze, schnelle, aber sanfte Schläge mit einem nasskalten Handtuch von etwa 10 bis 15 °C auf die Hautoberfläche verabreicht werden. Damit wird reflektorisch eine gesteigerte kapillare Durchblutung der Lunge bewirkt. Sie wird zur Pneumonieprophylaxe bei Bettlägerigkeit sowie bei Bronchitis und Pneumonie im Lösungsstadium angewendet. Außerdem kann sie eine Schmerzüberempfindlichkeit reduzieren und bei Rheuma oder Erschöpfungssyndrom hilfreich sein. Die Therapie gehört zu den Kneipp-Anwendungen und Abhärtungsmaßnahmen.

## Therapieablauf
Zur Anwendung wird ein Handtuch streifenförmig gefaltet, in Wasser getaucht und ausgewrungen oder triefend nass belassen. In kreisenden Bewegungen werden rhythmisch sanfte Schläge auf die Hautoberfläche des Rückens, Gesäßes und/oder der Extremitäten verabreicht. Um dabei Schmerzempfinden zu vermeiden, sollten die Schläge nicht zu kräftig abgegeben werden. Die Nierengegend und der Wirbelsäulenbereich sind bei der Behandlung zu verschonen. Die Anwendung ist so lange zu wiederholen, bis eine sanfte Rötung der Hautoberfläche eintritt. Abschließend wird die Haut abgetrocknet. Die Anwendung kann auch als Selbstbehandlung durchgeführt werden.

## Wirkungsprinzip
Bei der Abklatschung wird die Wirkung durch Kombination des thermischen Reizes mit einem mechanischen Reiz erreicht. Bei Anwendung im Bereich des Rückens wird ein hyperämisierender, reflektorischer, atemvertiefender Effekt erzielt. Ebenfalls wird die Expektoration verbessert. Im Bereich der Extremitäten ist die Therapie bei venösen und lymphatischen Stauungen indiziert.

## Gegenanzeigen
Die Abklatschung sollte bei Kleinkindern nicht angewendet werden. Liegt eine Kachexie oder eine schwere interstitielle Lungenerkrankung vor, ist diese Therapie nicht durchzuführen.